# مايا رعيدي
مايا رعيدي (14 نوفمبر 1995 - )؛ ملكة جمال لبنان لعام 2018.

## حياتها
ولدت مايا رعيدي في عام 1995، في وطى حوب في قضاء البترون من أب لبناني وأم روسية. درست الصيدلة في الجامعة اللبنانية الأمريكية. وقد أعلنت في 9 فبراير 2020، خطوبتها إلى برونو حيتي وهو رجل أعمال لبناني.